# Heinrich Siedentopf
Heinrich Friedrich Siedentopf (1 de diciembre de 1906-28 de noviembre de 1963) fue un astrónomo y físico alemán.

## Semblanza
Siedentopf nació en Hannover. En 1930 se convirtió en ayudante de Heinrich Vogt, incorporándose al personal del observatorio nacional en Heidelberg. Entre 1940 y 1946 ejerció como profesor de astronomía en la Universidad de Jena, así como de director del observatorio. En 1949 pasó a ser profesor en la Universidad de Tubinga, donde murió en 1963 de un ataque al corazón.
Publicó un total de 146 artículos y un libro de texto. Realizó estudios sobre cosmología, convección estelar, fotometría y la luz zodiacal. En 1934 desarrolló un diafragma ajustable para el fotómetro Stetson-Schilt, dando al observador la posibilidad de ajustar el nivel de luz dirigido hacia la placa astronómica.

## Eponimia
- El cráter lunar Siedentopf[6] conmemora su nombre.
- El asteroide del cinturón principal (5375) Siedentopf también lleva su nombre.[7]